# Cheneya rovena
Cheneya rovena is een vlinder uit de familie van de Apatelodidae. De wetenschappelijke naam van de soort is voor het eerst geldig gepubliceerd in 1929 door William Schaus.